# Терранова-Саппо-Мінуліо
Терранова-Саппо-Мінуліо (італ. Terranova Sappo Minulio, сиц. Terranova di Riggiu) — муніципалітет в Італії, у регіоні Калабрія,  метрополійне місто Реджо-Калабрія‎.
Терранова-Саппо-Мінуліо розташована на відстані близько 500 км на південний схід від Рима, 85 км на південний захід від Катандзаро, 38 км на північний схід від Реджо-Калабрії.
Населення — 521 особа (2014).
Щорічний фестиваль відбувається 3 травня. Покровитель — Santissimo Crocifisso.

## Демографія
Населення за роками:

Станом на 1 січня 2023 року в муніципалітеті офіційно проживало 13 іноземців з 3 країн, серед них 10 громадян країн Євросоюзу.

## Сусідні муніципалітети
- Молокьо
- Тауріанова
- Вараподіо